# Skifista

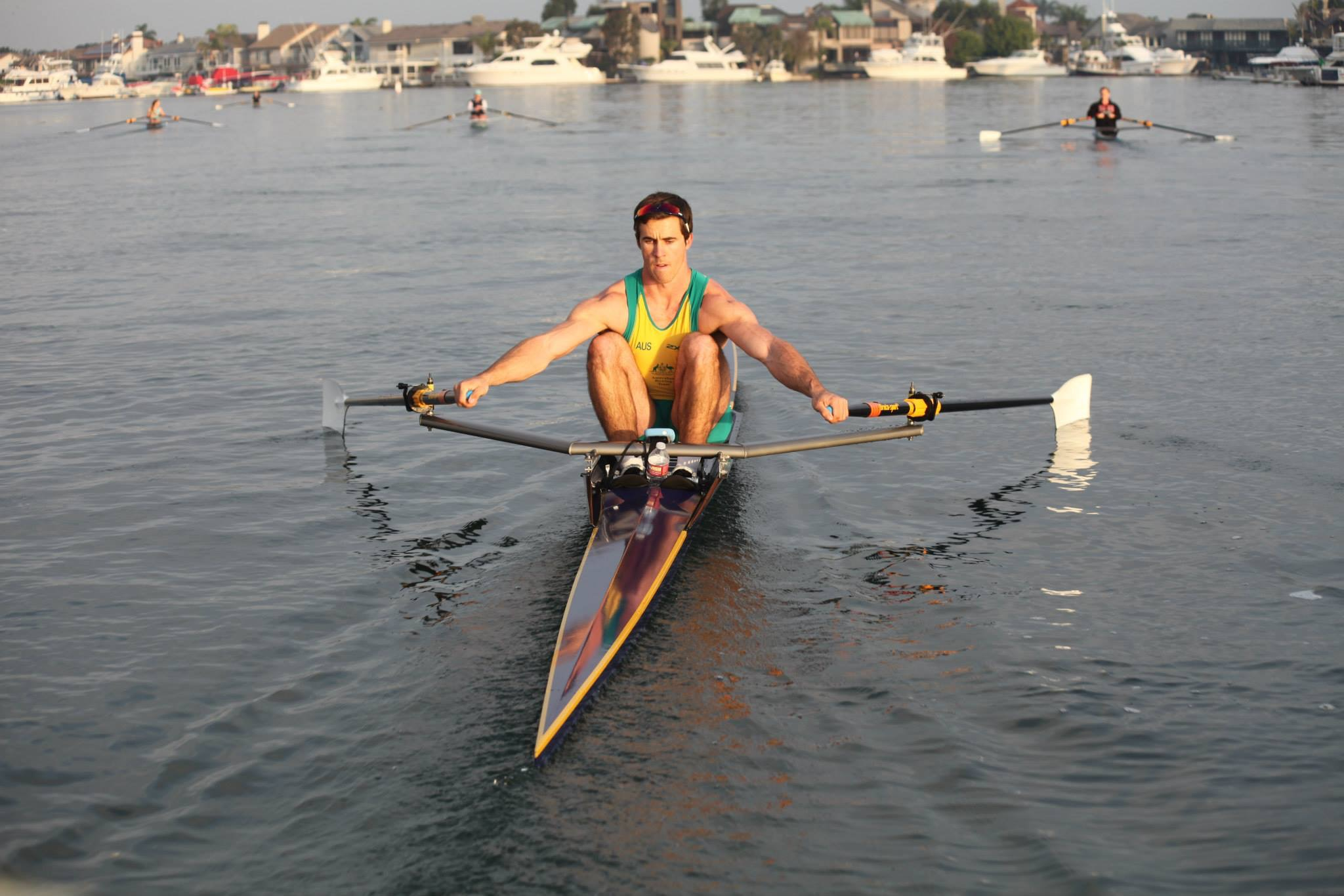
Skifista na jedynce

Skifista – osoba uprawiająca wioślarstwo w kategorii jedynek – łodzi jednoosobowych (dwuwiosłowych).
Do polskich skiffistów z największymi osiągnięciami sportowymi należą m.in.: Teodor Kocerka, Kajetan Broniewski, Roger Verey, Natan Węgrzycki-Szymczyk, Zdzisław Bromek.